# Anguillosyllis palpata
Anguillosyllis palpata is een borstelworm uit de familie Syllidae. Het lichaam van de worm bestaat uit een kop, een cilindrisch, gesegmenteerd lichaam en een staartstukje. De kop bestaat uit een prostomium (gedeelte voor de mondopening) en een peristomium (gedeelte rond de mond) en draagt gepaarde aanhangsels (palpen, antennen en cirri). Anguillosyllis palpata werd voor het eerst wetenschappelijk beschreven door Hartman in 1967 als 'Braniella palpata.